# Eriocrania alpinella
Eriocrania alpinella là một loài bướm đêm thuộc họ Eriocraniidae. Nó được tìm thấy ở Trung Âu, bao gồm Áo và Thụy Sĩ và có thể ở các quốc gia láng giềng.
Sải cánh dài 10.5-11.5 mm. Con bướm xuất hiện vào đầu mùa xuân.
Ấu trùng cuốn lá loài Alnus viridis.